# Aron (Kuta Baro)
Aron is een bestuurslaag in het regentschap Aceh Besar van de provincie Atjeh, Indonesië. Aron telt 152 inwoners (volkstelling 2010).